# Хлібне (Білогірський район)
Хлі́бне (до 1945 року — Калпак, крим. Qalpaq, рос. Хлебное) — село в Україні, в Білогірському районі Автономної Республіки Крим. Підпорядковане Муромській сільській раді.